# Wanda Zwolska
Wanda Zwolska z domu Macenowicz (ur. 1 stycznia?/14 stycznia 1913 w Jekaterynosławiu, zm. 9 grudnia 1979 w Łodzi) – polska historyk dydaktyki.

## Życiorys
Studiowała na Uniwersytecie Stefana Batorego w Wilnie pod kierunkiem Stanisława Kościałkowskiego (1931 mgr - Śmierć Ernesta Godfryda Grodka). Następnie pracowała w Gimnazjum i Liceum im. A. J. Czartoryskiego w Wilnie. W czasie II wojny światowej w AK, zaangażowana w tajne nauczanie. Po 1945 związała się z Łodzią. Od 1950 wykładowca metodyki nauczania na UŁ. Doktorat pod kierunkiem Stefana Truchima w 1963 na UŁ (Dzieje nauczania historii w gimnazjach galicyjskich doby autonomicznej 1867-1914 - praca nieopublikowana). Była członkiem Komitetu Redakcyjnego „Wiadomości Historycznych”.
Jej mężem był Bogumił Zwolski, historyk dziejów Litwy.

## Wybrane publikacje
- Poradnik dla nauczyciela historii, Warszawa: Państwowe Zakłady Wydawnictw Szkolnych, 1962.
- Powtarzanie, ocena i kontrola na lekcjach historii, Warszawa: Państwowe Zakłady Wydawnictw Szkolnych, 1963.